# La Puebla de Valverde
La Puebla de Valverde là một đô thị trong tỉnh Teruel, Aragon, Tây Ban Nha. Theo điều tra dân số 2004 (INE), đô thị này có dân số là 508 người.